# Mladoňovice (Pardubice)
Mladoňovice é uma comuna checa localizada na região de Pardubice, distrito de Chrudim.